# Peter Buchholz (Schauspieler)
Peter Buchholz (* 5. September 1954 in Bünde) ist ein deutscher Schauspieler, Theater- und Drehbuchautor sowie Synchronsprecher.

## Leben
Nach einem Studium der Germanistik und Philosophie absolvierte Peter Buchholz eine Schauspielausbildung in Bochum und Bielefeld. 1975 erhielt er sein erstes Engagement an den  Bühnen der Stadt Bielefeld, denen er bis 1977 angehörte. Als freischaffender Schauspieler gastierte er danach an verschiedenen deutschen Theatern und übernahm mehrere Film- und Fernsehrollen. 
Neben seiner schauspielerischen Tätigkeit schreibt Peter Buchholz vor allem Drehbücher, Theaterstücke und Hörspiele. Beim Hörspiel ist er auch als Regisseur tätig. Er fungierte als Sprecher in verschiedenen Fernsehreportagen und -dokumentationen sowie in Hörspielen und Werbefilmen.
Seine Stimme lieh Peter Buchholz als Synchronsprecher unter anderem Jeff Goldblum und Gregory Peck.
Peter Buchholz lebt in Hamburg.

## Filmographie
- 1977: Bier und Spiele (Fernsehserie)
- 1978: St. Pauli-Landungsbrücken – Fluchtpläne
- 1981: François Villon
- 1981: Kennwort Schmetterling
- 1982: Das Blaue Bidet
- 1983: Frau Juliane Winkler
- 1983: Heinrich Heine – Die zweite Vertreibung aus dem Paradies
- 1983: Diese Drombuschs (Fernsehserie)
- 1983: Tatort – Blütenträume
- 1984: Jagger und Spaghetti
- 1985: Schöne Ferien – Urlaubsgeschichten aus Mallorca (Fernsehreihe)
- 1985: In Amt und Würden
- 1987: Großstadtrevier – Amamos und Konsorten
- 1988: Lorentz & Söhne (Fernsehserie)
- 1991: Peter Strohm – Einsteins Tod
- 1992: Liebesreise
- 1992: Die Männer vom K3 – Auf Sand gebaut
- 1995: Die Kommissarin – Tod im Gartenhaus
- 1996: Tatort – Tod auf Neuwerk
- 1996: Die Männer vom K3 – Kurz nach Mitternacht
- 1997: Hallo, Onkel Doc! (Fernsehserie)
- 1998: Im Namen des Gesetzes – Monster
- 1998: Bertolt Brecht – Liebe, Revolution und andere gefährliche Sachen
- 1999: Großstadtrevier – Abrakadabra
- 2001: Ein mörderischer Plan
- 2002: Großstadtrevier – Mäuse und Menschen